# Kehlen (Dornbirn)

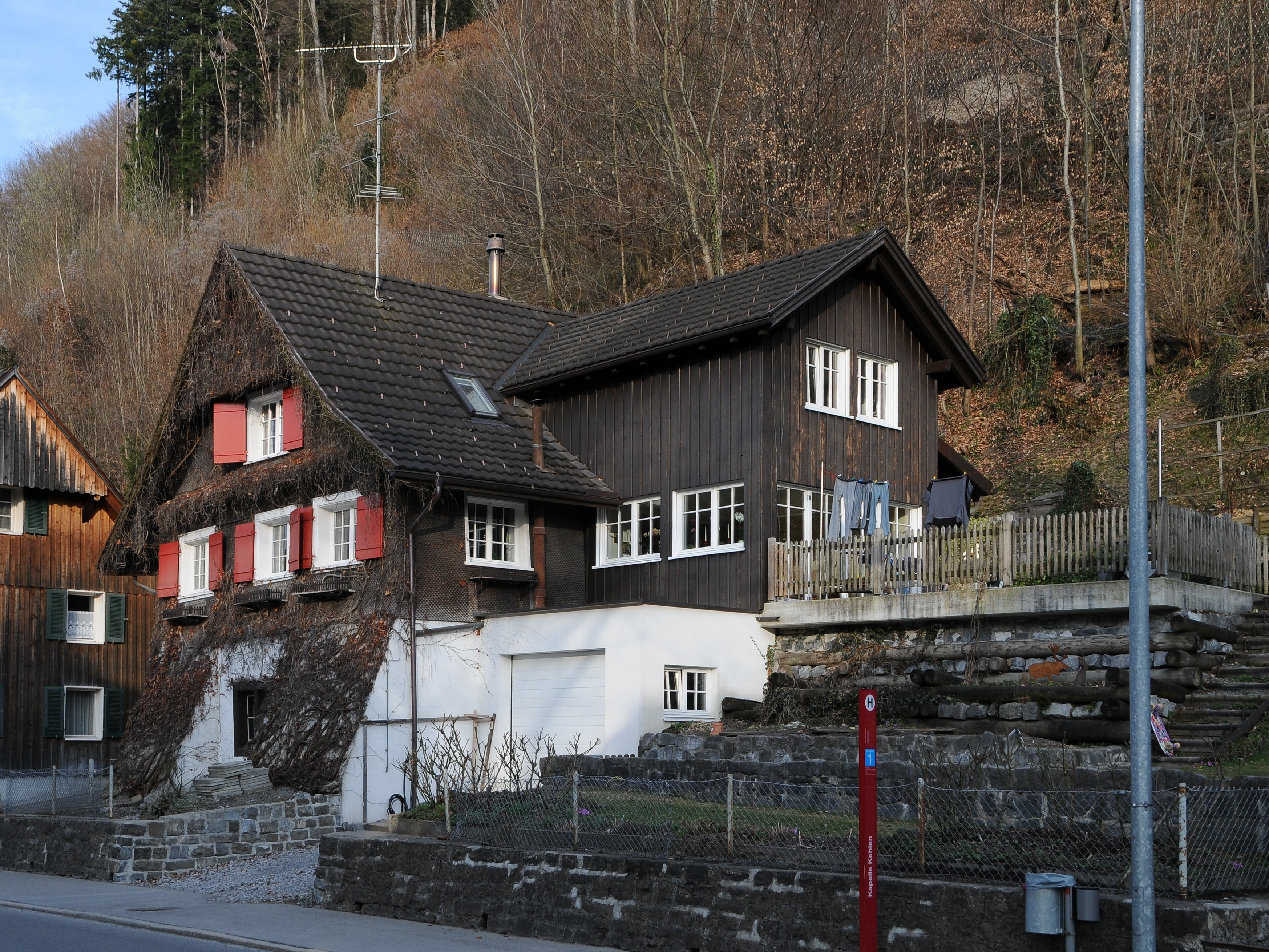
Ehemalige, nun denkmalgeschützte, Schmiede.

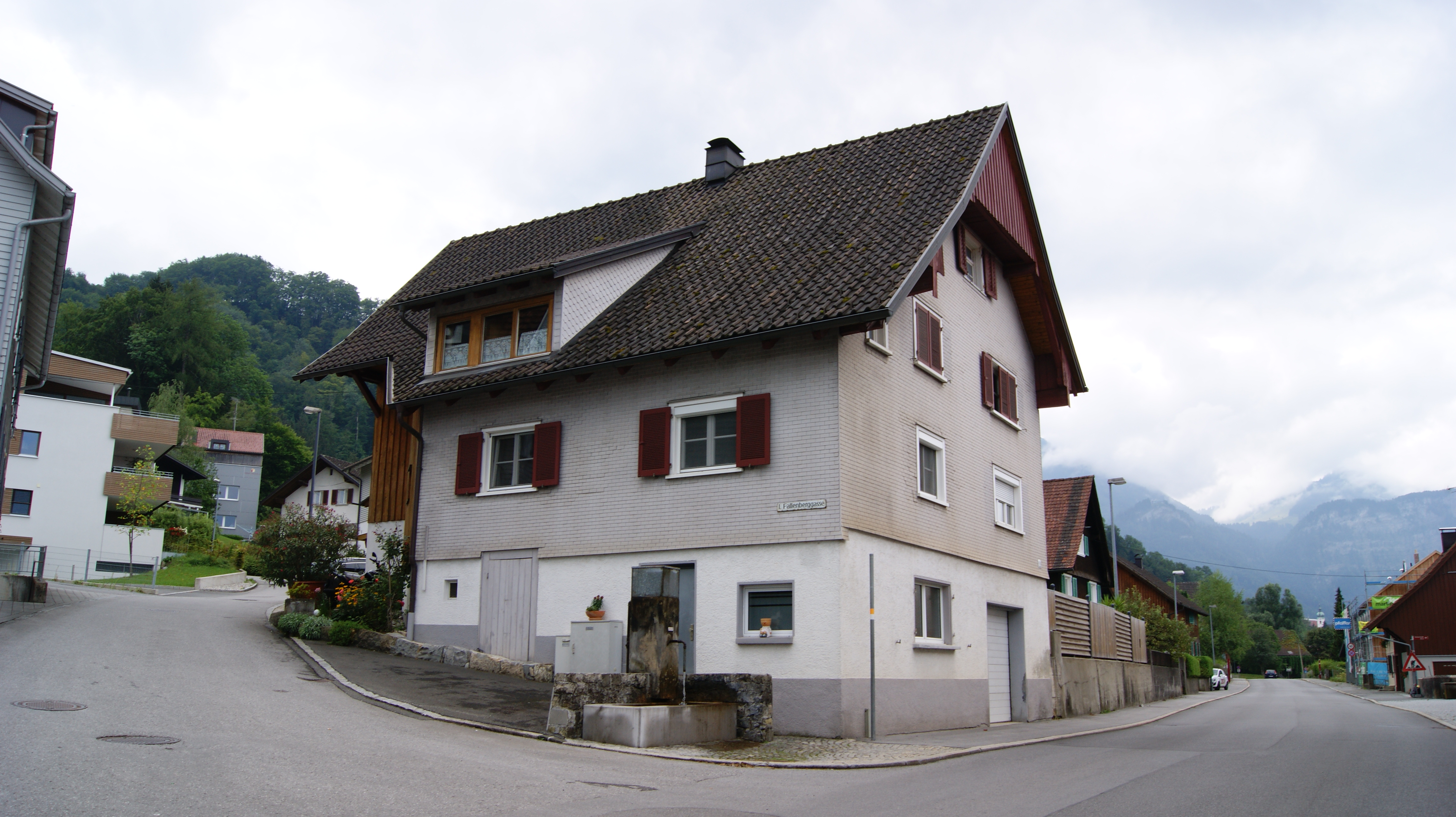
Abzweigung von Kehlen (Kehlerstraße) an den Fallenberg.

Kehlen (431 m ü. A.) ist ein, etwa 1,3 km Luftlinie vom Stadtzentrum entfernt liegender, Ortsteil der Stadt Dornbirn in Vorarlberg (Österreich). Der Ortsteil liegt am östlichen Siedlungsrand der Stadt Dornbirn.

## Namensherkunft
Der Begriff Kehle ist grundsätzlich als eine Vertiefung zu verstehen. Kehlen wird von einem künstlichen Wasserlauf abgeleitet und hatte hier ursprünglich den Zusatz zur örtlichen Identifizierung: „Erlach“, um dieses Gerinne von anderen ähnlichen zu unterscheiden. Johann Christoph Adelung nennt in Grammatisch-kritisches Wörterbuch der Hochdeutschen Mundart Kehlen (Quehle) als ein in diesem Zusammenhang nur noch im „Bergbaue übliches Wort, wo es eine Rinne zur Ableitung des Wassers in den Strossen bedeutet“.

## Geschichte
„Erlachs Kehlen“ wird in einer Dornbirner Urkunde von 1393 erwähnt. Kehlen als Siedlung sei durch die erste Aussiedlung für das in den Feldern eingezwängte Niederdorf (Bezirk Dornbirn Markt) entstanden. Im Jahre 1768 standen in Kehlen 19 Häuser.
Im „Provinzial-Handbuch von Tirol und Vorarlberg für das Jahr 1847“ und im „Schematismus für Tirol und Vorarlberg“ wird Kehlen als eigenes Dorf und Teil des Bezirks Dornbirn-Markt angeführt.

## Topographie, Geografie, Lage und Verkehr
Über Kehlen führte seit Alters her die alte Landstraße von Hohenems nach Haselstauden (über Haslach, Mühlebach, Achmühle, Oberdorf, Steinebach und Kehlen – Römerstraße), Diese Verbindung war teilweise steinschlaggefährdet (siehe Breitenberg).
Die Siedlung Kehlen ist relativ flach im Gemeindegebiet Dornbirn gelegen und wird gegen Osten vom Fallenberg begrenzt. Gegen Norden und Nordosten vom Gerbergraben und gegen Südwesten vom Fischbach. Südwärts wird Schmalenegg durch den Kehlenbach von Kehlen abgetrennt.

## Handwerk, Gewerbe
1585 standen nach einem landesfürstlichen Rechnungsbuch in Dornbirn in der Kehlen Mühlen mit Wasserkraftantrieb in Verwendung.
Aufgrund der Verkehrslage und der ursprünglich wichtigen Funktion der Kehlerstraße entstanden in Kehlen mehrere regional wichtige Handwerksbetriebe und Gewerbebetriebe. Dennoch hatte auch die Landwirtschaft lange eine dominierende Bedeutung, wie sich aus zahlreichen Flurnamen und Straßennamen noch heute ablesen lässt (Kehlermähder, Kehlerweid, Mähdergasse). In Schmalenegg und in der Nähe wurde ein wenig Weinbau betrieben (siehe: „Rebstockweg“).

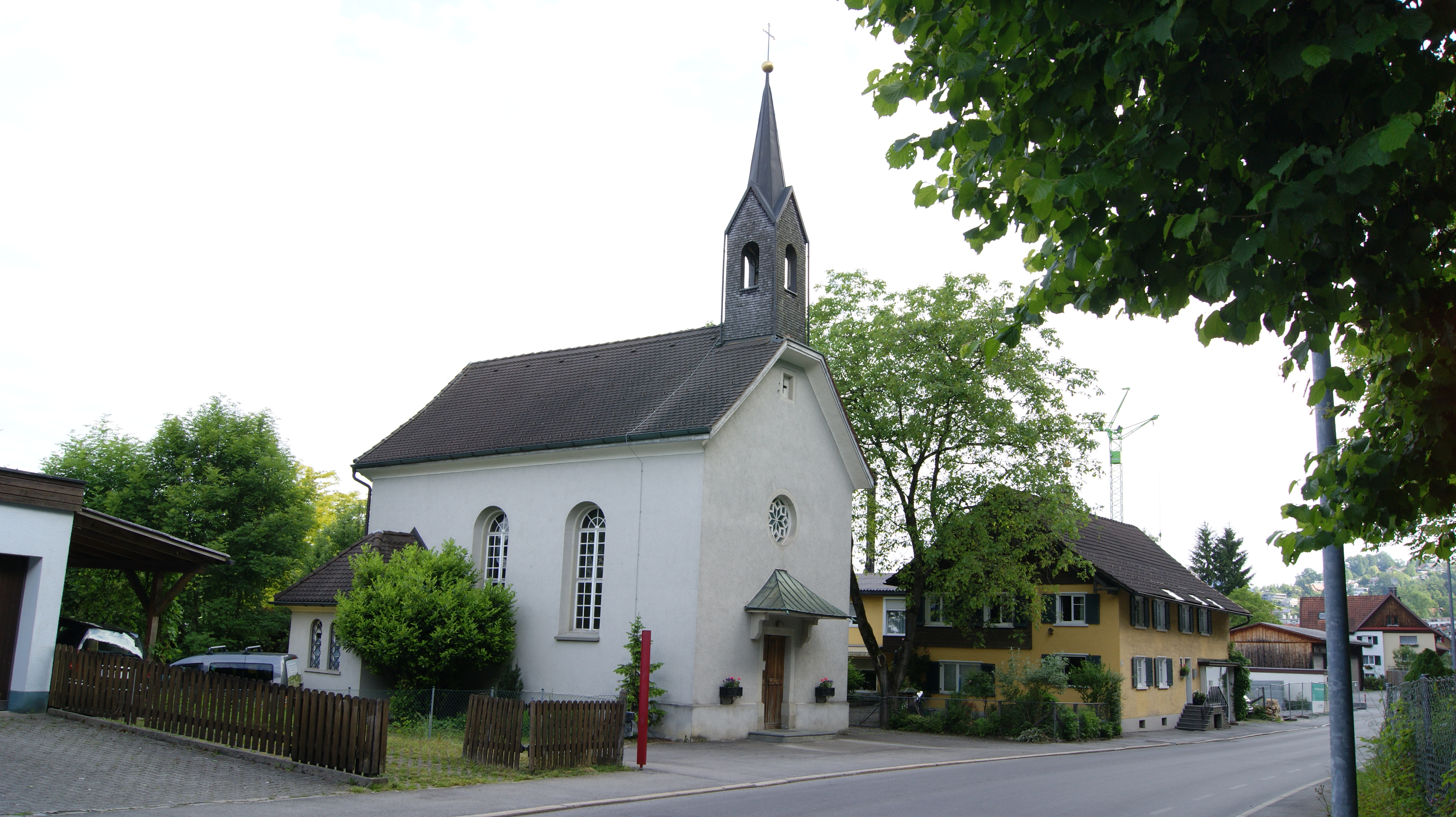
Kapelle Kehlen

## Religion
Die Parzellen Kehlen gehört kirchlich zur Pfarrei St. Martin Stadtpfarrkirche St. Martin. Siehe Hauptartikel: Kapelle Kehlen.

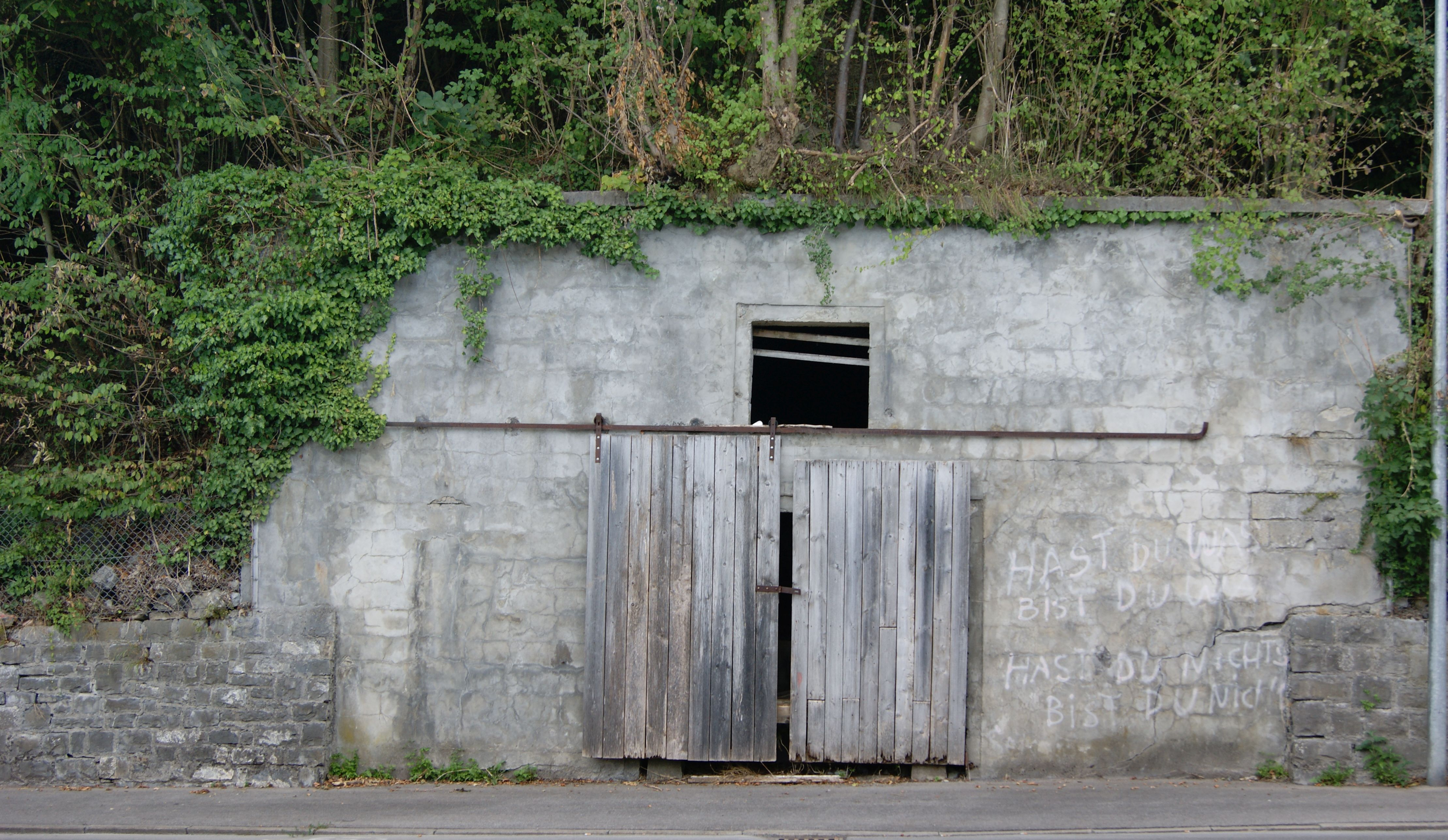
Ehemaliger unterirdischer Eiskeller für die Dornbirner Brauereien.

## Besonderheit
Schräg vis-à-vis der Kapelle liegt der Russenbrunnen (auch Franzosenbrunnen oder Kehler Brunnen) der an die Kriegswirren der Helvetik anno 1798/99 erinnert. Er wird vom Wasser vom Unterfallenberg gespeist. Dieses Wasser galt teilweise als heilkräftig (siehe Kapelle Oberfallenberg, der Hl. Ottilie geweiht, diese wird als Schutzpatronin des Elsass und des Augenlichtes verehrt).
Es bestand in Kehlen, in der Nähe des Russenbrunnens (nunmehr Furnierwerk Mäser, Kehlerstraße 81, vis-à-vis der alten Schmiede), das Bad Kehlen, welches 1825 durch Rochus Hefel auch eine Bierbraukonzession erhielt. Das Bad verfügte über eine Schwefelquelle mit sehr geringem Mineralgehalt. Der in Dornbirn-Kehlen gebürtige Wundarzt Michael Lecher (1802–1853) war hier 1840 bis 1845 als Besitzer des Bades und Badearzt, zusammen mit seiner Gattin Maria Barbara Greuss, tätig (ab 1846 beim Stahlbad Andelsbuch). Das Bad Kehlen wurde 1820 erstmals erwähnt und spätestens 1859 nicht mehr genutzt.
In der Nähe der Kapelle findet sich eine alte Kaverne, die zur Aufbewahrung von im Winter gewonnenem Eis für die Dornbirner Brauereien diente, da es früher noch keine Kühlaggregate gab (sog. Eiskeller).